# Casa de Bocage
A Casa de Bocage é uma casa-museu dedicada ao poeta português Manuel Maria Barbosa du Bocage. Situa-se em Setúbal, na Rua Edmond Bartissol 12 (antiga Rua de S. Domingos), na casa onde nasceu o poeta português, em 1765.
A Casa de Bocage está classificada como Imóvel de Interesse Municipal desde 2006.

## História
Em 1864 foi aberta uma subscrição para a colocação de uma lápide, o que se realizou em 10 de Abril do mesmo ano. A lápide dessa altura tinha a seguinte descrição:
Nesta casa nasceu o insigne poeta Manuel Maria Barbosa du Bocage a 15 de Setembro de 1765. Alguns dos seus conterraneos mandaram fazer esta memoria no anno de 1864.
Em 1888, foi comprada pelo Visconde Edmond Bartissol, e foi por este senhor oferecida à Câmara de Setúbal.
Foi então colocada uma lápide com a seguinte inscrição:

Esta casa onde nasceu o insigne poeta Manuel Maria Barbosa du Bocage a 15 de setembro de 1765, foi adquirida pelo Visconde de Bartissol. E por ele doada ao município no ano de 1888.
Actualmente possui uma biblioteca especializada relacionada com a vida e obra do poeta. O seu espaço é utilizado como galeria para exposições temporárias, albergando igualmente o Arquivo Municipal de Fotografia Américo Ribeiro.